# 塞韦里亚努-迪阿梅达
塞韦里亚努-迪阿梅达是巴西南大河州的一个市镇。总面积167.615平方公里，总人口3907人，人口密度23.3人/平方公里。